# Ніколя Гестен
Ніколя Гестен (14 березня 2000 , Тремеван ) — французький веслувальник, олімпійський чемпіон 2024 року.

## Виступи на Олімпіадах
| Олімпіада  | Дисципліна     | Місце |
| ---------- | -------------- | ----- |
| Париж 2024 | каное-одиночки | 1     |

## Зовнішні посилання
- Ніколя Гестен на сайті International Canoe Federation (англійська)